# Transformers: la era de la extinción
Transformers: La era de la extinción (título original en inglés: Transformers: Age of Extinction), o Transformers 4, es un film de acción y ciencia ficción estadounidense de 2014. Es la cuarta entrega de la saga Transformers, secuela de Transformers: El lado oscuro de la luna, y está protagonizada por Mark Wahlberg. La película tiene lugar cinco años después de la batalla en Chicago. Al igual que sus predecesoras, fue producida por Steven Spielberg y dirigida por Michael Bay. Ehren Kruger es el guionista de la película, después de haber escrito todas las series Transformers, como por ejemplo, Transformers: la venganza de los caídos. 
La película cuenta con un nuevo elenco de personajes humanos y es la primera de la saga en la que aparecen los Dinobots. Incluye a Optimus Prime, Bumblebee, Ratchet, Leadfoot, Brains y Megatron (ahora conocido como Galvatron). Fue estrenada el 27 de junio de 2014 en IMAX y 3D.
Recibió una puntuación promedio de 18% en el sitio web Rotten Tomatoes. Obtuvo siete nominaciones en los 35° Premios Golden Raspberry, incluyendo peor película y peor remake o secuela. Michael Bay y Kelsey Grammer ganaron los premios al peor director y peor actor de reparto, respectivamente. Sin embargo, varios elogiaron los efectos visuales, las secuencias de acción, la banda sonora de Steve Jablonsky y las actuaciones de Mark Wahlberg, Kelsey Grammer y Stanley Tucci. A pesar de las reseñas negativas fue un éxito de taquilla masivo, recaudando más de US$1.104 millones mundialmente, siendo la cinta más recaudadora de 2014, la segunda más recaudadora de la serie Transformers, la novena película en recaudar más de mil millones de dólares y la trigésima primer película con mayor recaudación de todos los tiempos.

## Argumento
Hace 65 millones de años, una especie extraterrestre conocida como los Creadores utilizó unos dispositivos llamados Semillas para cubrir la tierra con una aleación metálica llamada "Transformium", acabando con los dinosaurios en el proceso. En el presente, la geóloga Darcy Tirrel excava el Transformium para Industrias K.S.I., quienes lo utilizan para construir drones Transformers.
En 2016, cinco años después de la Batalla de Chicago; los humanos ven a los Transformers como hostiles y ponen fin a todas las operaciones conjuntas con los extraterrestres o alienígenas. Aunque la opinión pública cree que los Autobots han obtenido un santuario, en realidad son perseguidos por una división de operaciones encubiertas de la CIA, Cemetery Wind, dirigida por el agente Harold Attinger, que tiene delirios de que todos los Transformers son peligrosos y deben ser destruidos. Lockdown, un asesino y cazarrecompensas cibertroniano que trabaja para los Creadores, tiene la misión de encontrar a Optimus Prime y matar a todos los Autobots que se nieguen a dar su ubicación. A cambio, le da a Attinger una semilla si su división consigue capturar a Optimus. Lockdown localiza y asesina a Ratchet cuando se niega a dar la ubicación de Prime.
Optimus es muy dañado en Ciudad de México, se esconde en Texas y es descubierto por Cade Yeager, un inventor con problemas económicos. Mientras que su hija Tessa y su socio Lucas Flannery le animan a entregar a Optimus a las autoridades; Cade, en cambio, repara a Optimus. Todavía escéptico con respecto a Prime, Lucas alerta a las autoridades, y James Savoy, el agente al mando de Attinger, llegan a la granja de los Yeager, donde interrogan a Cade acerca de un camión (refiriendose a Optimus); los agentes y soldados registran la granga, sin encontrar nada; pero cuando estaban por retirarse Cade accidentalmente termina metiendo la pata cuando en su conversación con James termina refiriendose al camión como un sujeto. Los agentes proceden a capturar a los presentes, y James amenaza a Cade con matar a su hija si no le dice donde estaba Optimus; en eso Optimus sale de su escondite y ataca a los agentes, salvando a la familia; en eso aparece el novio secreto de Tessa, el piloto de rallies irlandés Shane Dyson, quien procede a ayudarlos a escapar. Se lleva a cabo una persecución doble (los agentes iban tras los Yeagers, mientras Lockdown perseguía a Optimus) la cual llega hasta la ciudad más cercana; allí Lucas es asesinado por una de las granadas de Lockdown. Ya en un lugar seguro, Optimus convoca a los Autobots supervivientes: Bumblebee, Hound, Drift y Crosshairs. Utilizando un dron robado de la CIA, Cade descubre la implicación de K.S.I. con Cemetery Wind y los ataques a los Autobots.
Al infiltrarse en el cuartel general de K.S.I. en Chicago, Cade descubre que los Autobots y Decepticons muertos están siendo fundidos para fabricar drones Transformer. El director general de K.S.I., Joshua Joyce, está aliado con Attinger para revolucionar las defensas mundiales y mejorar la sociedad humana utilizando la Semilla. También ha utilizado los cerebros capturados y la cabeza de Megatron para crear prototipos de soldados Transformers, Galvatron y Stinger. Al enterarse de la muerte de Ratchet, Optimus Prime y los demás Autobots se enfurecen y asaltan el edificio y destruyen el laboratorio, pero pronto se marchan después de que Joshua anuncie que ya no los necesitan. Attinger obliga a Joshua a desplegar a Galvatron para capturar a los Autobots. Durante la batalla, el comportamiento de Galvatron se vuelve ligeramente errático. Mientras Galvatron lucha contra Optimus, se libera del control de forma autónoma. De repente, Lockdown llega y secuestra tanto a Optimus como a Tessa mientras Galvatron se retira.
Mientras la gran nave prisión de Lockdown se cierne sobre Chicago para entregar la Semilla, Cade, Shane y los Autobots se cuelan a bordo para rescatar a Optimus y Tessa. Secuestran una nave más pequeña, que contiene otros Transformers llamados Dinobots, justo antes de que Lockdown abandone la Tierra. Los Autobots se enteran de que Galvatron es en realidad Megatron reencarnado, y que está planeando utilizar la Semilla y los drones Transformers para conquistar el mundo, y que KSI planea utilizar la Semilla en el desierto de Mongolia para crear grandes cantidades de Transformium utilizable. Cade informa a Joshua, que accede a entregar la Semilla con la ayuda de Darcy y su socio chino Su Yueming. Antes de abordar la nave, Optimus Prime informa que irán a buscar la semilla en China, pero ya no defenderán más a los humanos. Ya en la nave, Cade le pregunta a Optimus Prime si era verdad que ya no defenderían más a los humanos, Optimus le responde preguntándole que cuantos más de su especie debían ser sacrificados para aprender de sus errores. Cade le responde a Optimus hablándole lo que significa ser humano, que cometen errores seguidamente, y le confiesa que reparó a Optimus por dinero, sabiendo que cometía un error, pero sin ese error Optimus no estaría aquí. Optimus Prime entiende y se decide a seguir luchando por los humanos. Galvatron se reactiva y se produce una batalla en Hong Kong entre los Autobots, Cemetery Wind y los drones. Durante la lucha, Cade hace que Savoy caiga y muera, mientras que Optimus libera a los Dinobots y se gana su lealtad a través de un combate, convirtiéndose en algo esencial para la victoria de los Autobots, Optimus al ver a Joshua le dice que su "ciencia" será la responsable de la extinción de la humanidad después Cade y el grupo se llevan la Semilla lejos de la ciudad.
Lockdown regresa para recapturar a Optimus y a los Dinobots, utilizando un gran imán que causa una gran destrucción. Tras desactivar el imán, Optimus lucha contra Lockdown. En el duelo posterior, Optimus mata a Attinger para salvar a Cade, pero la distracción permite a Lockdown inmovilizar a Optimus con su propia espada. Cade acaba luchando contra Lockdown uno a uno mientras Tessa y Shane utilizan una grúa para liberar a Optimus, que mata a Lockdown, antes de derrotar a los drones restantes con las granadas de Lockdown. Galvatron se retira, prometiendo volver.
 Optimus pide a los Autobots que protejan a los Yeager mientras Joshua se ofrece a ayudarles a encontrar un nuevo hogar antes de volar al espacio con la Semilla, al despegar envia un mensaje a sus Creadores, diciéndoles que dejen en paz al Planeta Tierra y qué va por ellos.

## Reparto

### Humanos
- Mark Wahlberg como Cade Yeager, un padre soltero e inventor conflictuado.[9]
- Nicola Peltz como Tessa Yeager, la hija de Cade quien sale con Shane en secreto.[10][11]
- Jack Reynor como Shane Dyson, el novio de Tessa y un conductor irlandés de autos de carreras.[11][12]
- Stanley Tucci como Joshua Joyce, el arrogante jefe de KSI, que quiere crear a sus propios Transformers.[13][14]
- Kelsey Grammer como Harold Attinger, un paranoico agente de la CIA que creó la unidad Cemetery Wind para eliminar a todos los Transformers de la Tierra y dispuesto a eliminar al que se cruce en su camino.[15]
- Titus Welliver como James Savoy, líder de campo de Cemetery Wind contratado por Attinger, queriendo matar a todos Transformers de la Tierra y también matar a quien se cruce en su camino.[16]
- Sophia Myles como Darcy Tirrel, geóloga y asistente de Joshua.[17][18]
- Li Bingbing como Su Yueming (苏月明 Sū Yuèmíng), dueña de la fábrica china usada por KSI para construir sus Transformers artificiales.[19]
- T. J. Miller como Lucas Flannery, mejor amigo de Cade y un mecánico.[20]

### Transformers

#### Autobots/Dinobots
- Peter Cullen como Optimus Prime, el líder de los Autobots. Su modo alterno es un semi-tráiler Marmon 97 y luego pasa a ser un semi-tráiler Western Star 5700 XE.[21][22][23]
- Bumblebee, un Autobot explorador que se comunica por medio de clips de voz. Su modo alterno al principio es un Chevrolet Camaro SS 1967 que luego cambia al modelo Camaro Concept del año 2014.
- John Goodman como Hound, un Autobot comando. Su modo alterno es un Oshkosh Defense Medium Tactical Vehicle.[22][23]
- Ken Watanabe como Drift, un Autobot estratega y antiguo Decepticon. Su modo alterno es un Bugatti Veyron Grand Sport Vitesse 2013 negro y azul y un helicóptero Sikorsky S-97 Raider.[23]
- Robert Foxworth como Ratchet, el médico Autobot. Su modo alterno es una ambulancia Hummer H2 de búsqueda y rescate 2004 color blanco y verde.[23]
- John DiMaggio como Crosshairs, un Autobot paracaidista. Su modo alterno es un Chevrolet Corvette C7 Stingray de 2014 de color verde con rayas negras.[23]
- Leadfoot, un Autobot y el líder de los Wreckers.
- Reno Wilson como Brains, un antiguo drone Decepticon convertido en Autobot, quien perdió una pierna.[23]
- Grimlock como el líder de los Dinobots. Su modo alterno es un Tyrannosaurus Rex metálico.[22]
- Strafe, un Dinobot que se especializa en infantería de asalto. Su modo alterno es un Pteranodon de dos cabezas y dos colas.[22][24]
- Slug, el más destructor y salvaje entre los Dinobots. Su modo alterno es un Triceratops.[22][24]
- Scorn, un Dinobot especialista en demolición. Su modo alterno es un Spinosaurus con tres espinas dorsales.[22][24]

#### Decepticons
- Frank Welker como Galvatron, un Transformer construido por humanos de KSI inspirado en Optimus Prime, que es poseído por la mente de Megatron. Su modo alterno es un camión Freightliner Argosy blanco y negro.[22][23][24][25]
- Stinger, un Transformer construido por humanos de KSI inspirado en Bumblebee que después se convierte en un Decepticon especializado en espionaje y sabotaje. Su modo alterno es un Pagani Huayra fucsia y negro.[22][23]
- Junkheap, un Transformer construido por humanos que después de convierte en un Decepticon bajo el control de Galvatron. Su cuerpo robot está divido en tres partes que juntas forman un camión de basura Mack de Waste Management, Inc.[26]
- Two-Heads, compuesto de tres recreaciones de dos cabezas de Shockwave, originalmente creados por KSI, y que después se convierten en Decepticons bajo el control de Galvatron.
- Jefes KSI, Transformers creados en KSI, inspirados en Barricade y que después se convierten en Decepticons bajo el control de Galvatron y se vuelven comandantes en la batalla de Hong Kong.
- Traxes, Transformers producidos en masa de KSI inspirados en Roadbuster que después se convierten en Decepticons bajo el control de Galvatron. Sus modos alternos son distintas unidades del modelo Chevrolet Trax, de diversos colores.[27]

#### Otros
- Mark Ryan como Lockdown, un cazarrecompensas cybertroniano, que no forma parte de ninguna facción, y aliado con Cemetery Wind. Su modo alterno es un Lamborghini Aventador gris.[22].

- Los Creadores, un grupo de alienígenas que vinieron a la tierra hace 65 millones de años para destruirla y extraer el metal con el que forjarían a los Transformers.

## Doblaje
El doblaje para Latinoamérica se llevó a cabo en el estudio SDI Media de México, bajo la dirección de Alejandro Mayen con traducción de Nora Gutierrez
| Personaje          | Actor original  | Actor de doblaje      |
| ------------------ | --------------- | --------------------- |
| Cade Yeager        | Mark Wahlberg   | José Gilberto Vilchis |
| Joshua Joyce       | Stanley Tucci   | Óscar Gómez           |
| Harold Attinger    | Kelsey Grammer  | Pedro D'Aguillón Jr.  |
| Tessa Yeager       | Nicola Peltz    | Annie Rojas           |
| Shane Dyson        | Jack Reynor     | Arturo Castañeda      |
| Su Yueming         | Li Bingbing     | Angélica Villa        |
| Darcy Tirrel       | Sophia Myles    | Claudia Contreras     |
| James Savoy        | Titus Welliver  | Gerardo Reyero        |
| Jefe de estado     | Thomas Lennon   | Roberto Molina        |
| Lucas Flannery     | T. J. Miller    | Héctor Emmanuel Gómez |
| Director de la CIA | Charles Parnell | Dafnis Fernández      |
| Gill Wembley       | James Bachman   | Roberto Mendiola      |
| Optimus Prime      | Peter Cullen    | Alfonso Ramírez       |
| Hound              | John Goodman    | Juan Carlos Tinoco    |
| Drift              | Ken Watanabe    | Jorge Badillo         |
| Crosshairs         | John DiMaggio   | Raúl Solo             |
| Ratchet            | Robert Foxworth | Jesús Cortes          |
| Brains             | Reno Wilson     | Andrés García         |
| Galvatron          | Frank Welker    | Mario Arvizu          |
| Lockdown           | Mark Ryan       | Carlos Segundo Bravo  |

Nota, Blas Garcia No participa como Optimus Prime en esta pelicula, debido a problemas de salud

## Producción

### Desarrollo
Durante la producción de El lado oscuro de la luna, Shia LaBeouf y Bay confirmaron que no regresarían para una cuarta entrega de la franquicia. Se rumorearon directores como Roland Emmerich, Joe Johnston, Jon Turteltaub, Stephen Sommers, Louis Leterrier y David Yates para reemplazar a Bay. Se rumoreó que Jason Statham protagonizaría la cuarta entrega. El director ejecutivo de Hasbro, Brian Goldner, reveló que podía anunciar la realización de una nueva película ya que estaba hablando con Steven Spielberg, Bay y Paramount. Hubo rumores de que la cuarta y quinta entregas serían rodadas simultáneamente con Statham como el protagonista, lo que él y Bay negaron. Spielberg esperaba que Bay regresase para una cuarta entrega.
Después de las últimas negociaciones con Bay para dirigir la película, el productor Lorenzo di Bonaventura confirmó que habría una cuarta película en la franquicia. En febrero de 2012, Paramount Pictures y Michael Bay anunciaron que Bay produciría y dirigiría una cuarta película de Transformers, programada para estrenarse el 27 de junio de 2014. La película no sería un reboot, sino una secuela de El lado oscuro de la luna, transcurriendo cuatro años después. Ehren Kruger y Steve Jablonsky regresaron para escribir el guion y la banda sonora, respectivamente. En abril de 2013, se anunció que China Movie Channel y Jiaflix Enterprises co-producirían la película con Paramount.
El 1 de septiembre de 2013, Fusible reveló tres posibles subtítulos para la película, que eran Last Stand, Future Cast y Apocalypse. El 2 de septiembre, se reveló un último título posible, Age of Extinction (en español: La era de la extinción). El 3 de septiembre de 2013, Paramount lanzó un póster oficial de la película, revelando el título de la película: Transformers: la era de la extinción.

### Elección del reparto
En noviembre de 2012, Mark Wahlberg fue elegido para la película. También en el mismo mes, The Hollywood Reporter informó que el casting había iniciado para buscar a dos protagonistas adicionales: la hija del personaje de Wahlberg y su novio, un corredor de autos de carreras. Isabelle Cornish, Nicola Peltz, Gabriella Wilde y Margaret Qualley fueron consideradas para el papel de la hija, mientras que Luke Grimes, Landon Liboiron, Brenton Thwaites, Jack Reynor y Hunter Parrish fueron considerados para su novio. Los protagonistas fueron contratados para tres películas. En enero de 2013, Reynor fue elegido como el novio, y en marzo de 2013, Nicola Peltz fue elegida como la hija de Wahlberg.
Peter Cullen repite su papel como la voz de Optimus Prime. Glenn Morshower dijo en septiembre de 2012 que aparecería en las próximas dos películas, repitiendo su papel del general Morshower, pero anunció en mayo de 2013 que no podría aparecer en las nuevas películas debido a un conflicto de agenda. En abril de 2013, Bay reveló que el actor Stanley Tucci se había unido al elenco. El 1 de mayo de 2013, el actor Kelsey Grammer fue elegido como el villano humano principal, llamado Harold Attinger. El 6 de mayo de 2013, la actriz Sophia Myles fue elegida para un papel secundario importante. Ese mismo mes, la actriz china Li Bingbing y el comediante T. J. Miller se unieron al reparto, este último interpretando al mejor amigo del personaje de Wahlberg, un mecánico. El 14 de julio de 2013, Bay anunció que Han Geng se había unido al elenco. Ese mismo mes, Titus Welliver también se unió al reparto.

### Rodaje

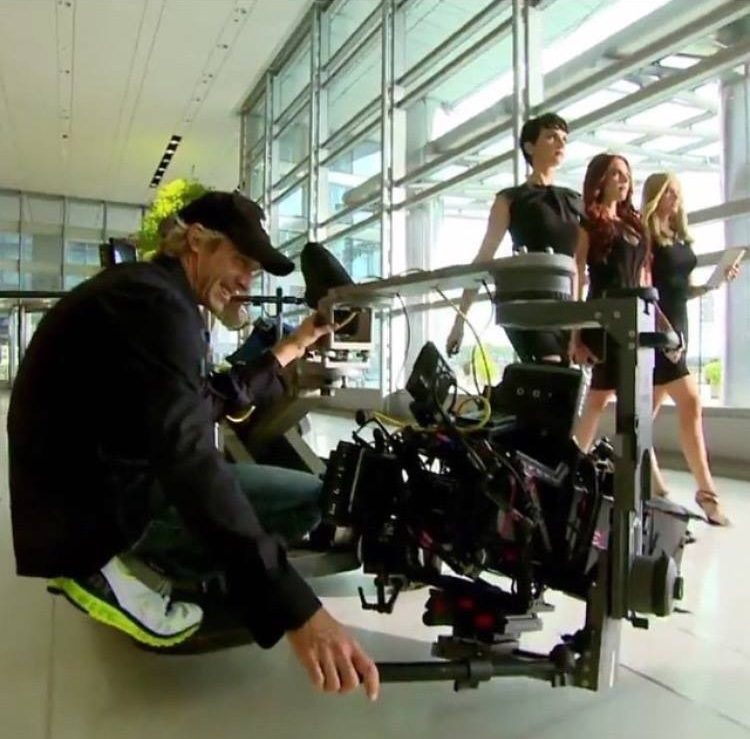
Michael Bay filmando Transformers: la era de la extinción

Bay anunció que el rodaje había comenzado el 28 de mayo de 2013, junto con el anuncio de que habían iniciado a rodar en el Valle de los Monumentos, Utah. Detroit, Míchigan, fue usada como suplente de Hong Kong, mientras McCormick Place en Chicago, Illinois, fue revestida para retratar una ciudad de China. Fue el primer largometraje en ser filmado usando cámaras IMAX 3D digitales más pequeñas. Además, la película fue rodada en una variedad de otros formatos, incluyendo cámaras IMAX de 70mm, estéreo 3D digital y anamórficas y esféricas de 35mm. Desde el 28 de mayo hasta el 24 de junio de 2013, Michael Bay subió fotografías de varios autos que aparecerían en la película, todos los cuales eran Autobots. Fueron subidas a sus redes sociales, incluyendo Facebook y Flickr. La película contó con dos Autobots desconocidos que se transformaban en un Bugatti Veyron Grand Sport Vitesse de 2013 —más tarde se reveló que era Drift— y un C7 Corvette Stingray Concept de 2014 —más tarde se reveló que era Slingshot—, respectivamente. También se reveló un camión de Western Star Trucks, que sería el nuevo modo alternativo de Optimus Prime. También se confirmó que aparecerían los Dinobots y Lockdown. El 29 de octubre, la cuenta de Twitter oficial de Michael Bay tuiteó que la fotografía principal de Transformers 4 se haría en Hong Kong y se dirigirían al continente chino. Según informes anteriores, Bay y su equipo rodarían en China por una semana. El rodaje adicional en Detroit inició a principios de 2014; un par de barcos a vapor (Columbia y Ste. Clair), que una vez unieron Detroit al parque de diversiones de Bois Blanc Island, fueron parcialmente restaurados como soportes para la película.

### Incidentes
El 17 de octubre de 2013, mientras rodaban en Hong Kong, Bay fue atacado por dos hermanos apellidados Mak, que demandaron un pago de HK$100,000 (US$12,900). El hermano mayor también había atacado a tres policías durante el incidente. Ambos hermanos y un tercer hombre apellidado Chan fueron arrestados en sospecha del ataque, con el menor de los Mak también con cargo de extorsión. Los hermanos Mak fueron declarados culpables de ambos casos en febrero de 2014. Ambos hermanos fueron encarcelados, con el demandante citando que el caso había atraído una gran cantidad de atención mediática y afectó la imagen de Hong Kong.

### Postproducción
El supervisor de efectos visuales de Industrial Light & Magic Scott Farrar, quien había supervisado las cuatro películas en la franquicia de Transformers hasta ese momento, fue convocado para realizar los efectos visuales de la nueva cinta. Él dijo que la película contenía alrededor de 90 minutos (de los 165 minutos) de efectos visuales. Farrar dijo que fue el mayor proyecto en el que se involucró, el cual consistió en el mayor equipo de su carrera, notando que hubo más de 500 equipos trabajando en diferentes espacios.
Hubo nueve formatos diferentes usados en la película, incluyendo película IMAX, IMAX digital, película anamórfica de un solo cuadro, GoPro, cámaras de choque, cámaras Red en equipos 3D estéreo 3Ality y cámaras Red para 2D.

## Música
Como con sus predecesoras, Steve Jablonsky compuso la banda sonora de la película, siendo su sexta colaboración en cine con el director Michael Bay, cuatro de ellas siendo las películas de Transformers. La música de la película fue elogiada por los críticos y fans. El álbum de la banda sonora vendió más de 15.000 unidades mundialmente.
Skrillex trabajó en el diseño del sonido de la película, habiendo dicho que estaba creando "los sonidos de Skrillex más locos que podría hacer" y mencionó estar trabajando en sonidos para los Dinobots.
Imagine Dragons escribió un sencillo especialmente para la película, titulado «Battle Cry», que fue implementado por Bay en momentos claves de la película. Imagine Dragons también trabajó con Steve Jablonsky y Hans Zimmer para contribuir con música adicional a la banda sonora de la película.
El sencillo de Linkin Park «Until It's Gone» fue incluido en la banda sonora del videojuego de la película.
El 30 de junio de 2014, se lanzó digitalmente una reproducción extendida en iTunes, contando con cuatro temas como publicidad de la banda sonora oficial completa, que contó con variaciones de los cuatro temas. El 4 de julio de 2014, el disco de larga duración fue lanzado digitalmente en iTunes, con la banda sonora completa de la película. El álbum de la banda sonora fue lanzado en CD por la compañía discográfica La-La Land Records el 7 de octubre de 2014.
El 20 de noviembre de 2014, Steve Jablonsky publicó una declaración a través de Facebook diciendo que la banda sonora ya no estaría disponible en iTunes y otras tiendas de música digitales después de haber alcanzado su límite de 15.000 unidades antes de que debieran pagarse las tasas de reutilización. Jablonsky expresó personalmente su propia decepción con el giro de los acontecimientos, esperando que hubiera una manera de finalmente re-lanzar la banda sonora, junto con la de Transformers: el lado oscuro de la luna, que también había sido eliminada de iTunes y otras tiendas de música digitales varios meses antes, al alcanzar también el límite de 15,000 unidades.

## Estreno
La película tuvo su estreno mundial en Hong Kong el 19 de junio de 2014, con un concierto en vivo de Imagine Dragons.

### Comercialización
El primer anuncio televisado de Transformers: la era de la extinción fue transmitido durante el Super Bowl XLVIII. En una encuesta realizada por Fandango, se determinó que era el tráiler de cine más esperado de ese año, recibiendo el 48% de los votos en la encuesta. El primer teaser tráiler oficial fue estrenado el 4 de marzo de 2014. Se inició una campaña de promoción viral para la película después del estreno del teaser tráiler. El 30 de marzo de 2014, una versión más corta del teaser tráiler se trasmitió durante el final de la cuarta temporada de The Walking Dead. Otra versión más corta del teaser tráiler se trasmitió durante los MTV Movie Awards de 2014.
Chevrolet trasmitió un comercial en el Salón del Automóvil de Nueva York mostrando vehículos de General Motors con los clips de la película, poniéndolos en exhibición.
Hasbro lanzó una aplicación de la película el 8 de mayo disponible para dispositivos iOS y Android, permitiendo a los usuarios acceder a material exclusivo, como biografías de los personajes, imágenes y entrevistas con las estrellas, entre otras cosas. También un clip con escenas nunca antes vistas de la película y una entrevista con Imagine Dragons se trasmitieron durante el programa de concursos The Voice el 12 de mayo de 2014.
Dëna y Hasbro se unieron para elaborar un juego oficial de celular para la película. El juego fue anunciado por primera vez el 13 de mayo de 2014. También en esta fecha, Oreo lanzó una campaña de publicidad para promocionar la película. Esto incluyó un comercial televisivo donde un niño le da a un Optimus Prime herido una galleta Oreo para continuar su pelea.
Un tráiler exclusivo debutó el 15 de mayo en iTunes Movie Trailers a las 12:01 a.m., hora del Pacífico. El 21 de mayo de 2014, dos anuncios televisivos aparecieron en línea, ambos con nuevas imágenes de la película. La campaña viral de la película se actualizó el 22 de mayo, mostrando todos los nuevos carteles y noticias realistas de los daños causados a Chicago desde la tercera película. Tres anuncios televisivos más, todo el nuevo metraje deportivo, apareció en línea el 30 de mayo de 2014.
El sencillo de Imagine Dragons para la película fue lanzado oficialmente en línea el 2 de junio de 2014.
Jack Reynor y Nicola Peltz hicieron varias apariciones en las ciudades gemelas de Minneapolis y Saint Paul el 8 de junio de 2014. Durante una aparición en la versión canadiense de The Morning Show, tanto Reynor como Peltz prometieron grandes cosas que complacerían a los fans. Kelsey Grammer hizo una aparición en The Late Show with David Letterman el 9 de junio de 2014. Durante su visita, se estrenó el primer clip de la película, mostrando el personaje de Grammer y Wahlberg en una fuerte discusión. Durante el primer corte comercial del espectáculo, se trasmitió un nuevo anuncio televisivo. El 10 de junio de 2014, dos anuncios televisivos aparecieron en línea, ambos conteniendo extensas nuevas imágenes de la película.
Otros tres anuncios televisivos aparecieron en línea el 14 de junio de 2014, con nuevas imágenes de los Dinobots transformándose y de Lockdown hablando. El 17 de junio, un anuncio televisivo se estrenó en Comedy Central, con nuevas imágenes. Otro anuncio televisivo apareció en línea el 18 de junio, luciendo nuevas imágenes también.
La inusual estrategia comercial de la película de dejar que las personas graben el rodaje de la película en localizaciones selectas fue el tema del ensayo crítico en video del crítico de cine Kevin B. Lee, titulado Transformers: The Premake.

### Videojuego
En febrero de 2014, Transformers: Rise of the Dark Spark, desarrollado por Edge of Reality y lanzado por Activision, fue anunciado como un complemento de la película. Fue puesto a la venta en junio de 2014 para Microsoft Windows, Nintendo 3DS, PlayStation 3, PlayStation 4, Wii U, Xbox 360 y Xbox One.
También en 2014, Rovio y Hasbro anunciaron Angry Birds Transformers. El juego contó con diseños de la película en dos de los personajes.

## Recepción

### Taquilla

#### Internacional
Transformers: La era de la extinción recaudó US$245.439.076 en Estados Unidos y US$858.6 millones en otros territorios, para un total internacional de US$1.104.039.076. Fue la única película de 2014 en recaudar más de US$mil millones en la taquilla internacional. Deadline estimó que la película obtuvo una ganancia de US$250.2 millones, haciéndola la película con mayor ganancia de 2014. Mundialmente, en su primer fin de semana, la película recaudó US$302.1 millones, que es el decimoquinto más alto, el mayor en 2014 y el segundo mayor de Paramount detrás de Transformers: el lado oscuro de la luna (US$382.4 millones). Fue la decimotercera película con mayor recaudación, así como la más recaudadora de 2014, la segunda más recaudadora en la serie Transformers y la undécima más recaudadora de Paramount (domésticamente). Es la segunda película en la serie Transformers en recaudar más de US$mil millones, después de El lado oscuro de la luna y la decimonovena película en lograrlo.

#### Norteamérica
Transformers: la era de la extinción fue la película con mayor recaudación de 2014 en Estados Unidos y Canadá. Se estrenó el 27 de junio de 2014 en 4233 cines en Norteamérica. Recaudó US$8.75 millones de sus funciones trasnoche de jueves, el quinto mayor de 2014. El viernes, la película recaudó US$31.25 millones adicionales, llevando su recaudación diaria total a US$41.6 millones, que incluyeron US$10.7 millones de cines IMAX. En su primer fin de semana, la película obtuvo US$100.038.390 estableciendo un récord de estreno en 2014 (superado por Los juegos del hambre: sinsajo - Parte 1 con US$121.9 millones), que es el cuarto mayor estreno para Paramount, y el quinto mayor para una película estrenada en junio. En el primer fin de semana fue vista por hombres en un 64%, por personas de 25 años o más en un 58%, y por menores de 18 años solo en un 27%. La película permaneció en la cima por dos fines de semana consecutivos antes de ser superada por Dawn of the Planet of the Apes en su tercer fin de semana. También superó la marca de US$200 millones en su tercer fin de semana, siendo la quinta película de 2014 en hacerlo. La película finalizó su temporada en cines el 9 de octubre de 2014 y obtuvo un total de US$245.439.076, haciéndola la quinta película con mayor recaudación de 2014, pero la menos recaudadora en la serie Transformers.

#### Otros países
Fuera de Norteamérica, es la película con mayor recaudación de 2014, y la novena más recaudadora. Transformers: la era de la extinción recaudó US$202.1 millones en su primer fin de semana en 10.152 pantallas en 37 países, siendo 35% mayor que Transformers: el lado oscuro de la luna y marcando el mayor estreno en el extranjero de 2014 (rompiendo el récord de X-Men: días del futuro pasado, establecido un mes antes). Logró el mayor fin de semana de estreno en IMAX en el extranjero con US$16.7 millones en 266 cines (superada por Jurassic World). La película lideró la taquilla fuera de Norteamérica por cuatro fines de semana seguidos a pesar de coincidir con la Copa Mundial de Fútbol de 2014, antes de ser superada por Dawn of the Planet of the Apes en su quinto fin de semana.
Hubo estrenos internacionales de más de US$5 millones en Corea del Sur (US$21.7 millones), Brasil (US$16.5 millones), Alemania (US$11.2 millones), Australia (US$9.6 millones), Francia (US$8.8 millones), Taiwán (US$8.1 millones), Malasia (US$6.7 millones), Japón (US$6.4 millones), las Filipinas (US$5.7 millones), India (US$5.35 millones), Hong Kong (US$5.1 millones) e Italia (US$5 millones). En Rusia, la película fue la número uno con US$21.7 millones en 1100 pantallas, que es la segunda cifra más alta en el territorio para la cual el 3D fue el 80% de la recaudación total. IMAX compuso US$2.6 millones de la recaudación total de 34 pantallas IMAX. Su mayor cifra fuera de Estados Unidos fue en China, donde logró uno de los mayores estrenos fuera de Norteamérica de todos los tiempos con US$91.2 millones en 4400 pantallas, que una vez fue el segundo mayor estreno de todos los tiempos allí. La película estableció un récord de estreno en IMAX con casi US$10 millones. Cinco días después de su estreno, la cuarta película de Transformers superó su temporada en Norteamérica con US$134.5 millones. En China, la película recaudó US$50.9 millones adicionales en su segundo fin de semana para un total de US$212.8 millones. Solo 10 días después de su estreno, se convirtió en la película con mayor recaudación en China con US$222.74 millones, superando así el récord anterior de Avatar. Además de los ingresos y la popularidad de la película, hubo emplazamiento publicitario de marcas chinas agregadas a la película especialmente para la audiencia china.
Se convirtió en la película con mayor recaudación en China, con entre US$301 y US$320 millones en ingresos, superando el récord de 2009 establecido por Avatar (US$204 millones), hasta que fue superada por Furious 7 en 2015 con US$390 millones. También es la primera película en China en recaudar más de US$300 millones en taquilla.
Al final de su temporada en cines fuera de Norteamérica, la película recaudó US$858.6 millones, siendo el 77.8% de su recaudación total. En ganancias totales, los ingresos más altos vinieron de China (US$301 millones), Rusia (US$45.2 millones), Corea del Sur (US$43.3 millones), Alemania (US$38.2 millones), México (US$33.5 millones) y el Reino Unido (US$33.1 millones).

### Crítica
En el sitio web especializado Rotten Tomatoes, la película recibió una calificación de 17%, basada en 180 reseñas, con una puntuación promedio de 3.9/10. El consenso crítico del sitio dice: "En la cuarta entrega en la exitosa franquicia Transformers de Michael Bay nada está oculto: los fans de la acción fuerte llena de efectos encontrarán satisfacción, y todos los demás no tienen nada que ver". En el sitio web Metacritic, la película tiene una puntuación de 32 de 100, basada en 37 críticas, indicando "reseñas generalmente desfavorables". En las encuestas de CinemaScore, los usuarios le dieron a la película una "A-" en una escala de la A+ a la F, comparada con la "B+" que había obtenido la segunda película y la "A" de tanto la original como la tercera.
Richard Roeper le dio a la película una D, diciendo que "cuanto más sigue la película, menos interesante se hace; simplemente te agota. Cuando finalmente nos acercamos a la marca de 165 minutos, todo ese ruido y furia era tan emocionante como los efectos especiales en una película de Ed Wood". Peter Travers, de Rolling Stone, le dio a la película cero estrellas de cuatro, llamándola "la película de Transformers más mala y que menos vale la pena hasta ahora". Kyle Smith, de New York Post, le dio a la película una estrella y media de cuatro, comentando: "La serie nunca fue buena, pero una vez fue divertida, o al menos llamativa. Ahora que sus engranajes se han oxidado, es hora de un replanteamiento al estilo “Alien vs. Predator”". A. O. Scott, de The New York Times, dijo en su reseña: "La historia se sostiene por la acción, y como toda otra estructura en pie, es destrozada en una atronadora lluvia de metal, vidrio, fábricas y tierra".
Clarence Tsui, de The Hollywood Reporter, comentó en su reseña que "apenas bordea la idea de que la humanidad y el planeta Tierra están por ser totalmente aniquilados. Lo que está extinto es la consciencia de la audiencia luego de ser bombardeada por casi tres horas con emociones exaltadas (“¡Dentro de la casa, hay un misil!” grita Tessa; dos veces), chistes malos y batallas que rara vez superan lo banal. Un trío de editores convierten las escenas de lucha en una maravilla técnica, pero hacen poco para unir los múltiples hilos en algo coherente". Roth Comet, de IGN, le dio a la película una puntuación de 6.3 de 10, elogiando el tono ligeramente más oscuro y sorprendente y Lockdown y su nave y criticando los problemas de lógica y guion y la larga duración. Joe Neumaier, de New York Daily News, le dio a la película una estrella de cinco, comentando: "Si las “escenas humanas” con olor a diálogo adolescente y sarcasmo tonto son disfrazadas como desarrollo de personajes, es un sorteo sobre si es mejor o peor que ver estruendosas colecciones de basura caliginosa".

### Versión casera
Transformers: la era de la extinción se estrenó en formatos Blu-ray, DVD y Blu-ray 3D el 30 de septiembre de 2014 en Norteamérica. La película también se estrenó en descarga digital a través de iTunes y Google Play el 16 de septiembre de 2014.

## Premios y nominaciones
| Premio                                   | Categoría                                                                    | Receptor                                                                                               | Resultado |
| ---------------------------------------- | ---------------------------------------------------------------------------- | --- | --------- |
| Teen Choice Awards 2014                  | Mejor villano                                                                | Kelsey Grammer                                                                                         | Nominado  |
| Teen Choice Awards 2014                  | Mejor estrella revelación                                                    | Nicola Peltz                                                                                           | Nominada  |
| Teen Choice Awards 2014                  | Mejor película veraniega                                                     | | Nominada  |
| Teen Choice Awards 2014                  | Mejor estrella veraniega                                                     | Mark Wahlberg                                                                                          | Nominado  |
| Golden Trailer Awards 2014               | Mejor tráiler de blockbuster veraniego de 2014                               | Paramount Pictures y Creative Buzz Industries                                                          | Nominada  |
| Golden Trailer Awards 2014               | Mejor anuncio televisivo de blockbuster veraniego de 2014                    | Paramount Pictures y Creative Buzz Industries                                                          | Nominada  |
| Hollywood Film Awards 2014               | Mejores efectos visuales del año                                             | Scott Farrar                                                                                           | Ganador   |
| Behind the Voice Actor Awards            | Mejor Interpretación de Voz Masculina en una Película en un Papel de Reparto | Mark Ryan                                                                                              | Nominada  |
| Houston Film Critics Society Awards 2014 | Peor película                                                                | | Nominada  |
| Premios Annie 2015                       | Logro destacado, efectos animados en una producción de acción en vivo        | Michael Balog, Jim Van Allen, Rick Hankins y John Hansen                                               | Nominados |
| Premios Satellite de 2014                | Mejores efectos visuales                                                     | John Frazier, Patrick Tubach, Scott Benza y Scott Farrar                                               | Nominados |
| Premios Satellite de 2014                | Mejor sonido (edición y mezcla)                                              | Erik Aadahl, Ethan Van Der Ryn y Peter J. Devlin                                                       | Nominados |
| Premios Golden Raspberry 2015            | Peor película                                                                | | Nominada  |
| Premios Golden Raspberry 2015            | Peor director                                                                | Michael Bay                                                                                            | Ganador   |
| Premios Golden Raspberry 2015            | Peor actor de reparto                                                        | Kelsey Grammer (también por The Expendables 3, Legends of Oz: Dorothy's Return y Think Like a Man Too) | Ganador   |
| Premios Golden Raspberry 2015            | Peor actriz de reparto                                                       | Nicola Peltz                                                                                           | Nominada  |
| Premios Golden Raspberry 2015            | Peor guion                                                                   | Ehren Kruger                                                                                           | Nominado  |
| Premios Golden Raspberry 2015            | Peor remake o secuela                                                        | | Nominada  |
| Premios Golden Raspberry 2015            | Peor conjunto en pantalla                                                    | | Nominada  |

## Secuelas
Se planeó una quinta película de Transformers a estrenarse el 24 de junio de 2016. Bay regresaría para producir la película, pero sin dirigirla. En una entrevista con MTV en diciembre de 2014 mientras promocionaba su película The Gambler, Wahlberg confirmó que regresaría para otra entrega. El actor de voz Peter Cullen comentó sobre Transformers 5 y una posible sexta entrega, diciendo que ambas películas regresarían más a sus raíces originales. Según su página de Facebook y de Twitter, el compositor Steve Jablonsky dijo que su participación para la secuela aún no estaba determinada. En marzo de 2015, se informó que el estudio estaba en conversaciones con Akiva Goldsman para escribir la quinta película. En abril de 2015, el director ejecutivo de Hasbro Brian Goldner confirmó la participación de Goldsman, anunciando que estaría «liderando un grupo de guionistas para realmente crear un plan estratégico alrededor de Transformers». Goldner también dijo que «esperaría que una secuela de Transformers: la era de la extinción ocurra en 2017».
El 17 de noviembre del 2015, Hasbro anunció el logo oficial de Transformers 5. También se dijo que la cinta se rodaría en Chicago, al igual que lo hicieron en Transformers 3 y Transformers 4. El 16 de mayo de 2016 se reveló el título oficial: «Transformers: The Last Knight». El rodaje comenzó el 6 de junio de 2016. También se reveló un teaser con la imagen de Optimus Prime algo descolorido y los ojos de color morado, dando una pista a que podría no ser Optimus Prime, sino más bien Nemesis Prime.[cita requerida]
Un spin-off titulado Bumblebee fue estrenado el 20 de diciembre de 2018.